# Нейт Джонс
Нейт Джонс (англ. Nate Jones; нар. 18 серпня 1972, Чикаго) — американський професійний боксер, призер Олімпійських ігор.

## Аматорська кар'єра
Нейт Джонс двічі (1994, 1995) вигравав турнір Золоті рукавички. 1996 року він переміг в національному олімпійському кваліфікаційному турнірі. На Олімпійських іграх 1996 Нейт Джонс завоював бронзову медаль.
- В 1/8 фіналу переміг Фола Окесола (Велика Британія) — RSC 3
- У чвертьфіналі переміг Джанг Тао (Китай) — 21-4
- У півфіналі програв Девіду Дефіагбон (Канада) — 10-16

## Професіональна кар'єра
Після Олімпіади Нейт Джонс перейшов до професійного боксу, підписавши контракт з Доном Кінгом. Протягом 1997—2000 років провів 16 боїв, здобувши 15 перемог при 1 нічиїй. 3 березня 2001 року зазнав першої поразки від непереможного нігерійського боксера Фрайдея Ахунанья. Здобувши після цього дві перемоги, 2 лютого 2002 року Нейт Джонс вийшов на бій за вакантний титул чемпіона Північної Америки за версією WBO у важкій вазі проти Леймона Брюстера і зазнав другої поразки технічним нокаутом у третьому раунді, яка поклала край його виступам через проблеми зі здоров'ям після нокауту.

## Подальше життя
Флойд Мейвезер, товариш Нейта Джонса по олімпійській збірній, запропонував йому роботу помічником тренера, на що той погодився. 2017 року перед боєм Флойд Мейвезер — Конор Мак-Грегор команда ірландця пропонувала Джонсу $1,5 млн, щоб він увійшов до їх тренувального табору, але Джонс відмовив.